# Steirodon
Steirodon är ett släkte av insekter. Steirodon ingår i familjen vårtbitare.

## Dottertaxa tillSteirodon, i alfabetisk ordning[1]
- Steirodon alfaroi
- Steirodon barcanti
- Steirodon barellum
- Steirodon bilobatoides
- Steirodon bilobatum
- Steirodon careovirgulatum
- Steirodon championi
- Steirodon coronatum
- Steirodon degeeri
- Steirodon dentatum
- Steirodon dentiferoides
- Steirodon dentiferum
- Steirodon dohrni
- Steirodon emarginatum
- Steirodon emsleyi
- Steirodon fastigiosum
- Steirodon flavolineatum
- Steirodon ganymedes
- Steirodon irregulariterdentatum
- Steirodon latipennis
- Steirodon maroniensis
- Steirodon parastahli
- Steirodon ponderosum
- Steirodon rarospinulosum
- Steirodon robertsorum
- Steirodon rufolineatum
- Steirodon sandrae
- Steirodon stalii
- Steirodon striolatus
- Steirodon sulcatum
- Steirodon tricenarius
- Steirodon unidentatum
- Steirodon validum